# الدوري الهولندي لكرة السلة 2015–16
الدوري الهولندي لكرة السلة 2015–16 هو موسم من الدوري الهولندي لكرة السلة. فاز فيه دونار ‏.